# 고딕 판금갑

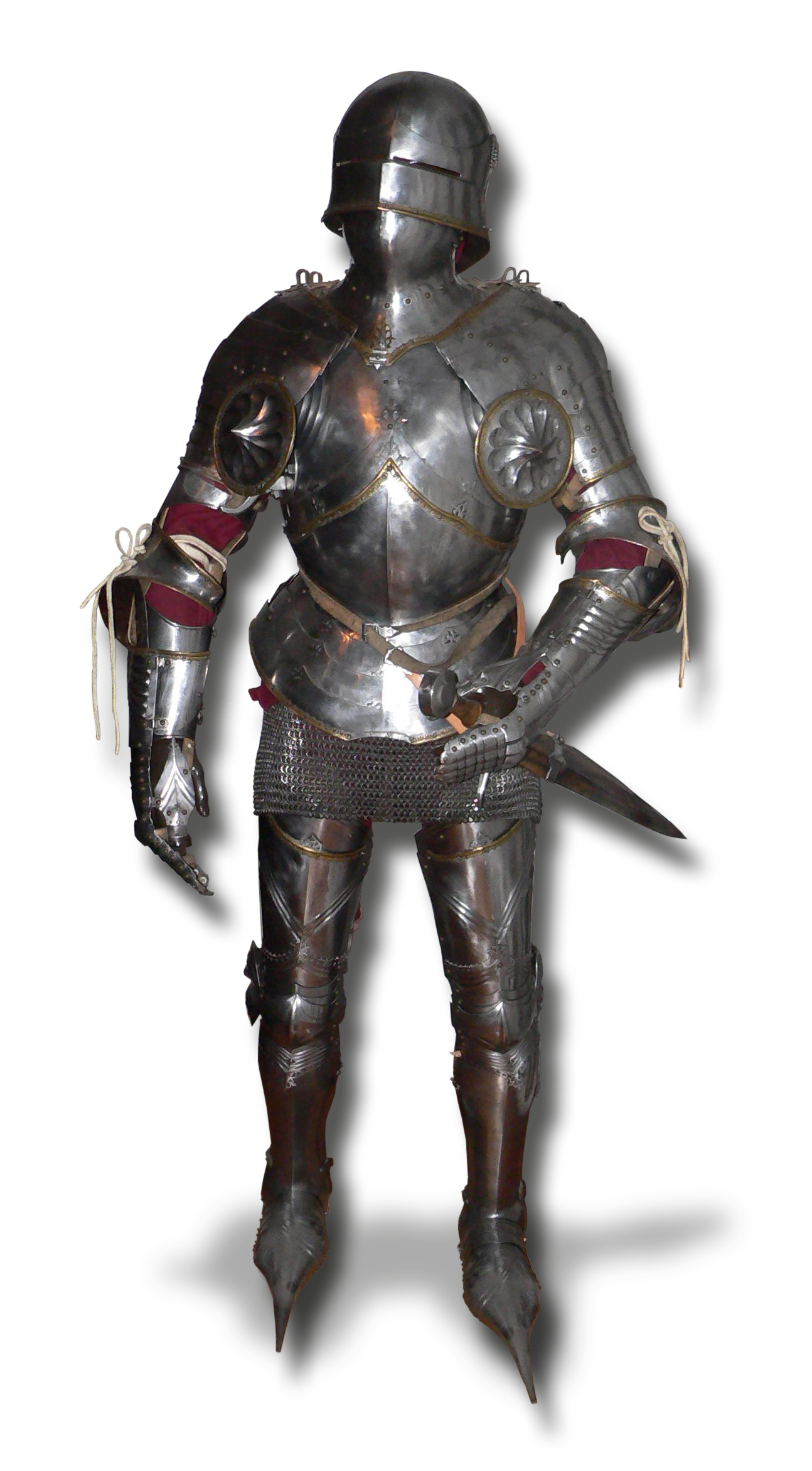

고딕 판금갑(독일어: Gotischer Plattenpanzer)은 중세 후기(15세기)와 문예부흥기에 지금의 독일 땅인 신성로마제국 지역에서 만들어진 판금갑 양식을 말한다.